# Arborimus pomo
Arborimus pomo är en däggdjursart som beskrevs av Johnson och George 1991. Arborimus pomo ingår i släktet Arborimus och familjen hamsterartade gnagare. IUCN kategoriserar arten globalt som nära hotad. Inga underarter finns listade.
Arten når en kroppslängd (huvud och bål) av 10,1 till 10,3 cm, en svanslängd av 6,4 till 6,8 cm och en vikt av 20 till 45 g. Den har 1,9 till 2,0 cm långa bakfötter och 1,0 till 1,2 cm stora öron. Djuret har liksom Arborimus longicaudus en rödbrun päls på ovansidan och en ljusgrå päls på undersidan, ibland med inslag av rött. Avvikande detaljer i de nedre kindtänderna skiljer båda arter från varandra. Dessutom har Arborimus pomo en diploid kromosomuppsättning med 40 eller 42 kromosomer (2n = 40 eller 42). Samma värde för Arborimus longicaudus är 2n = 48 eller 54.
Denna gnagare förekommer i västra USA i Kalifornien norr om San Francisco. Den vistas där i städsegröna skogar med många douglasgran (Pseudotsuga menziesii). Arten bygger bon av växtdelar som placeras i trädens håligheter eller på förgreningar. Den använder även tomma bon av fåglar eller ekorrar. Antagligen är Arborimus pomo nattaktiv men detaljerade studier saknas.
Honor kan para sig hela året och har vanligen två kullar per år. Dräktigheten varar 27 till 48 dagar och sedan föds 2 till 5 ungar, oftast tvillingar. Efter 25 till 45 dagar slutar honan med digivning. Födan utgörs främst av barr från douglasgran eller andra barrträd. Dessutom äter arten bark och kvistar. Vätskebehovet täcks med dagg.
Gnagarens naturliga fiender utgörs av ugglor, tvättbjörnar och fiskmård.